# Gary Bartz
Gary Bartz (* 26. září 1940) je americký jazzový saxofonista. Narodil se ve městě Baltimore v Marylandu a později odešel do New Yorku, kde studoval na hudební školy Juilliard School. V šedesátých letech byl členem doprovodné kapely bubeníka Arta Blakeyho. Právě jeho album Soul Finger (1965) bylo první nahrávkou, na které Bartz hrál. První album pod svým jménem vydal v roce 1968. Během své kariéry spolupracoval s mnoha dalšími hudebníky, mezi které patří například Miles Davis, Norman Connors, Donald Byrd a Richard Davis.